# Ashes (Pain of Salvation)
Ashes è un singolo del gruppo musicale svedese Pain of Salvation, pubblicato nel 2000 come unico estratto dal terzo album in studio The Perfect Element Part One.

## Descrizione
Terza traccia del disco, Ashes si caratterizza dal punto di vista musicale per le atmosfere più oscure rispetto ai restanti brani dell'album, mentre da quello del testo tratta l'infanzia dei due protagonisti narrati nel concept album.

## Tracce
1. Ashes (Radio-Edit) – 3:58
2. Used (Album Version) – 5:23
3. The Big Machine – 4:21
4. Ashes (Album Version) – 4:25

## Formazione
Gruppo
- Daniel Gildenlöw – voce principale, chitarra, arrangiamento, arrangiamento strumenti ad arco
- Johan Langell – batteria, cori
- Kristoffer Gildenlöw – basso, cori
- Fredrik Hermansson – tastiera, pianoforte, campionatore, arrangiamento strumenti ad arco
- Johan Hallgren – chitarra, cori

Produzione
- Anders Theo Theander – produzione, missaggio, mastering
- Daniel Gildenlöw – produzione, missaggio, mastering
- Pain of Salvation – produzione
- Theo Lindmark – ingegneria del suono
- Pontus Lindmark – ingegneria del suono
- Johan Langell – missaggio, mastering
- Johan Hallgren – missaggio